# Jiaozhou-Bucht-Tunnel
Der Jiaozhou-Bucht-Tunnel (englisch Qingdao Jiaozhou Bay Tunnel) ist ein Straßentunnel in der Provinz Shandong der Volksrepublik China. Er unterquert den Eingang zur Jiaozhou-Bucht zwischen der Stadt Qingdao im Norden und dem Bezirk Huangdao im Süden.
Baubeginn war der 27. Dezember 2006, die Inbetriebnahme erfolgte am 1. Juli 2011 gleichzeitig mit der Jiaozhou-Bucht-Brücke. Zusammen mit ihr bildet der Tunnel das Jiaozhou Bay Connection Project.

## Verlauf
Das Gesamtbauwerk beginnt in Qingdao an der Tuandao Road und wird zuerst als sechsspurige Straße durch einen offenen, 620 m langen Abschnitt zum 5550 m langen Tunnel mit seinem 3300 m langen Unterwasserabschnitt geführt. Die beiden Tunnelröhren mit jeweils drei Fahrspuren werden im Süden des Bauwerks durch einen weiteren 620 m langen offenen Abschnitt auf der Xueijia-Insel ans Tageslicht geführt.

## Daten
Der tiefste Punkt des Tunnels befindet sich 70,5 m unter dem Meeresspiegel, er befindet sich mindestens 25 m unter dem Meeresboden der Jiaozhou-Bucht. Die erlaubte Höchstgeschwindigkeit im Tunnel beträgt 80 km/h.
Ausführende Firmen waren die China Railway Tunnel Group und die Qingdao Guoxin Industry Company Ltd.